# Nicole De Obaldía
Whitney Nicole de Obaldía Ayala (* 16. März 2000 in Panama-Stadt) ist eine panamaische Fußballspielerin.

## Karriere

### Klub
Vom Tauro FC wechselte sie im Sommer 2021 nach Costa Rica, wo sie sich dem Sporting FC anschloss. Seit August 2022 steht bei CS Herediano unter Vertrag.

### Nationalmannschaft
Ihr erster bekannter Einsatz in der panamaischen A-Nationalmannschaft war am 22. September 2021 bei einer 2:3-Freundschaftsspielniederlage gegen Costa Rica, wo sie zur 71. Minute für Kenia Rangel eingewechselt wurde. Bei der Qualifikation sowie der Endrunde der CONCACAF W Championship 2022 kam sie jeweils zu einem Kurzzeiteinsatz. Auch bei den WM-Playoffs, welche ihre Mannschaft erfolgreich abschloss, wurde sie einmal kurz vor Schluss eingewechselt. Später gehörte sie mit zum Kader der Mannschaft bei der Weltmeisterschaft 2023, wurde hier aber nicht eingesetzt.